# Huly Hill Cairn

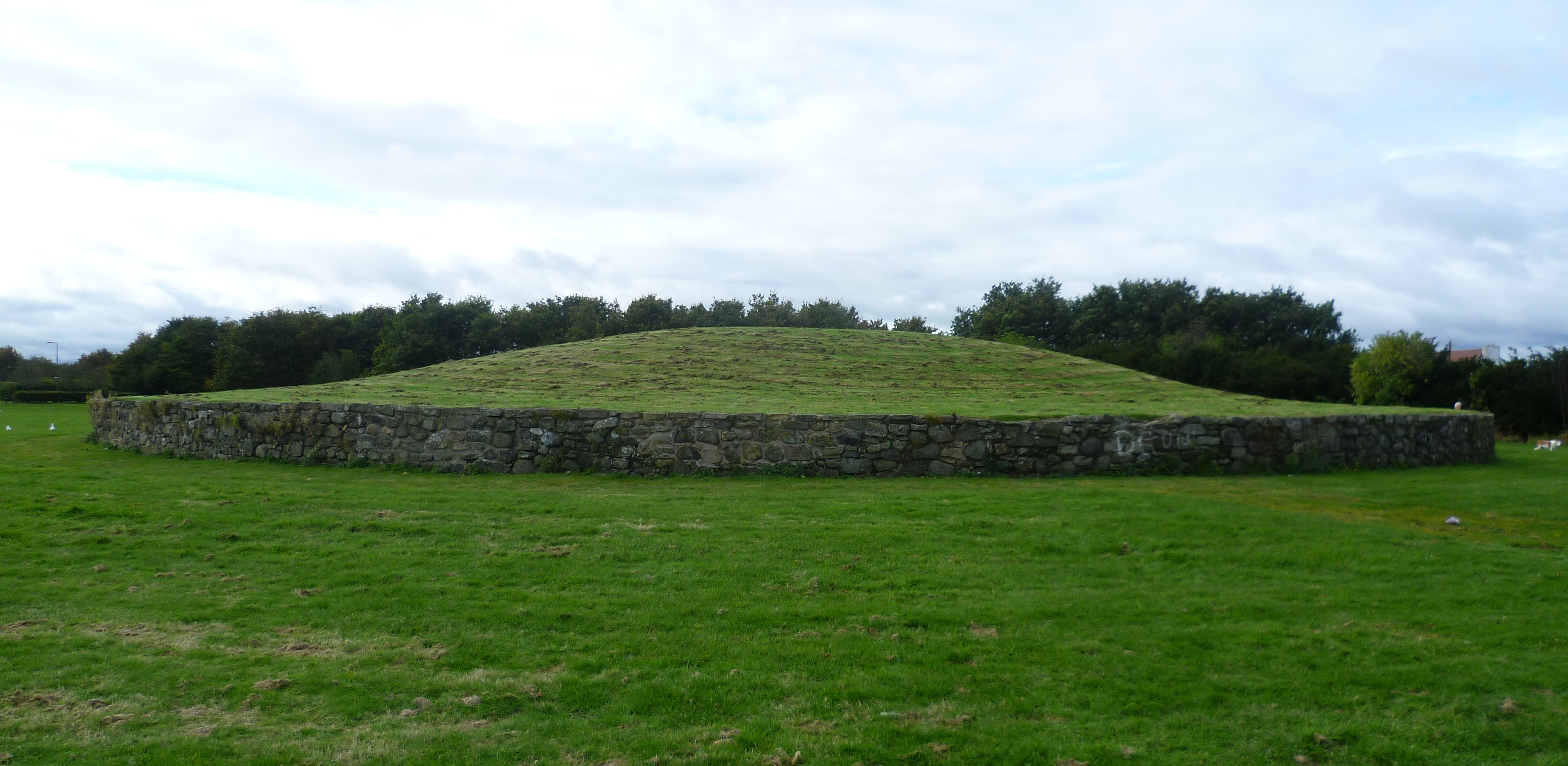
Huly Hill Cairn

Der Huly Hill Cairn (auch Newbridge genannt) und sein mutmaßlicher Steinkreis liegen westlich des Edinburgh Airport bei Newbridge in Midlothian in Schottland. Der Kreisverkehr, der die Verbindung der Autobahn M9 mit den Schnellstraßen A8 und A89 herstellt, liegt unmittelbar östlich. Die Autobahn trennt den größten Teil des Denkmals von einem 320 m entfernt stehenden Ausreißer (englisch outlier), der in einem Industriegebiet östlich des zentralen Steinhügels liegt und der größte zugehörige Stein ist.

## Der Cairn
Huly Hill (oder Heely Hill) ist ein Hügelgrab von etwa 30 m Durchmesser und einer Höhe von drei Metern mit leicht gewölbter Oberseite. Im Grabhügel, der 1830 ausgegraben wurde, wurden verschiedene Gegenstände gefunden, darunter Fragmente von Tierknochen und eine bronzene Speerspitze. Von einer Körper- oder Urnenbestattung wurden keine Spuren gefunden. Im 18. oder 19. Jahrhundert wurde der Cairn mittels einer Stützmauer eingefasst.

## Der Steinkreis
Zur selben Zeit wurden die drei Menhire, die auf einem Kreis mit einem Durchmesser von 100 m zu liegen scheinen, mit einem Pfad verbunden. Falls die drei Steine den Rest eines Kreises bilden, dann liegt der etwa 2500 v. Chr. errichtete Cairn von der Mitte aus deutlich nach Nordwesten versetzt. Eine 1903 aufgestellte Theorie besagt, dass die drei Steine den Rest zweier konzentrischer Steinkreise sind. Es gibt aber keine Belege dafür, auch wenn ein Autor 1852 behauptete, dass der Cairn von zwölf Steinen umgeben war. Die Veröffentlichung des Ordnance Survey vom gleichen Jahr spricht nur von jenen drei Steinen, die man heute noch besichtigen kann.

## Die Menhire
Die drei Menhire tragen die Bezeichnung A, B und C.
- „A“ der zerbrochen scheint, ist etwa 1,3 m hoch, und steht 53 m östlich des Cairns
- „B“ ist etwa 2,0 m hoch und steht 49 m südwestlich des Cairns
- „C“ ist etwa 2,0 m hoch und steht 31 m nordwestlich des Cairns.

Im Industriegebiet jenseits der Autobahn und 320 m östlich des Cairns steht der etwa 3,0 m hohe, üblicherweise als „Stone D“ bezeichnete Outlier. Ob dies wirklich ein Ausreißer oder ein separater Stein ist, ist ungeklärt.
Anfang 2001 wurde südlich des Huly Hill das um etwa 450 v. Chr. errichtete Wagengrab von Newbridge entdeckt. Dies lässt vermuten, dass die Umgebung des Huly Hill über einen Zeitraum von mehr als zwei Jahrtausenden für Bestattungen verwendet wurde, oder die Platzierung dieser Beerdigung beinahe in Sichtweite des Cairns und der Menhire war einfach Zufall.
Das Wagengrab von Newbridge liegt etwa 200 m südlich des Huly Hill Cairns.